# Gustaf Österberg
Carl Gustaf Österberg (i riksdagen kallad Österberg i Eskilstuna, senare Österberg i Nyköping), född 18 september 1864 i Uppsala, död 28 januari 1926 i Nyköping, var en svensk tidningsman och politiker (liberal).
Gustaf Österberg var typograf och föreståndare vid Eskilstuna-Kurirens tryckeri 1890–1903, varefter han under åren 1903–1926 var ägare, redaktör och utgivare till Södermanlands Nyheter i Nyköping. Han var aktiv i den svenska rösträttsrörelsen och var också en av bildarna till Frisinnade landsföreningen, i vars första styrelse han ingick. Han var även stadsfullmäktiges ordförande i Nyköping 1917–1918.
Han var riksdagsledamot i andra kammaren 1900–1905 för Eskilstuna stads valkrets samt i första kammaren 1914–1918 för Södermanlands läns valkrets. Vid invalet i riksdagen tillhörde han Folkpartiet en kort tid till dess att Liberala samlingspartiet bildats, vilket han därefter tillhörde. I riksdagen var han bland annat suppleant i statsutskottet 1915–1918. Han engagerade sig inte minst i försvarsfrågor och för att avhjälpa livsmedelsbristen under första världskriget.